# 陈惠波
陈惠波（1937年—），男，辽宁抚顺人，中国机械工程师，教授级高级工程师，曾任第六届全国人大代表、常委会委员。